# Institut pour les technologies de l'information de Helsinki
L'institut pour les technologies de l'information (finnois : Tietotekniikan tutkimuslaitos, sigle HIIT) est un centre de recherche à Helsinki en Finlande. Le HIIT a environ 200 chercheurs.

## Localisation
L'institut est unité mixte de recherche de l'université d'Helsinki et de l'université Aalto. 
Il est reparti sur le site de l'université d'Helsinki à Kumpula et celui de l'université Aalto à Otaniemi.

## Programmes de recherche
La recherche de l'institut est organisée en quatre programmes de recherche: l'intelligence artificielle, l'informatique de la santé, la sécurité de l'information et la science des données.
Les projets sont interdisciplinaires et en lien avec l'industrie.
Une grande partie des travaux est effectuée en coopération avec des partenaires finlandais et internationaux.

## Administration

### Direction
L'institut est dirigé par Petri Myllymäki de l'université d'Helsinki qui a pris la suite de Martti Mäntylä de l'université Aalto, Esko Ukkonen de l'université d'Helsinki, Heikki Mannila de l'université Aalto, et Samuel Kaski de l' université Aalto.  
Le directeur adjoint est Patrik Floréen.

### Conseil d'administration
Le conseil est composé de huit membres:
- Doyen, Professeur Jouko Lampinen, Aalto
- Doyen, Professor Kai Nordlund, UH
- Professeur Lauri Savioja, Aalto
- Professeur Sasu Tarkoma, UH
- Pekka Ala-Pietilä, Blyk
- Directeur Riikka Heikinheimo, Confédération des industries finlandaises
- Directeur Mervi Karikorpi, Industries technologiques de Finlande
- Un représentant du personnel, Antti Honkela, UH.